# 葉爾米希區

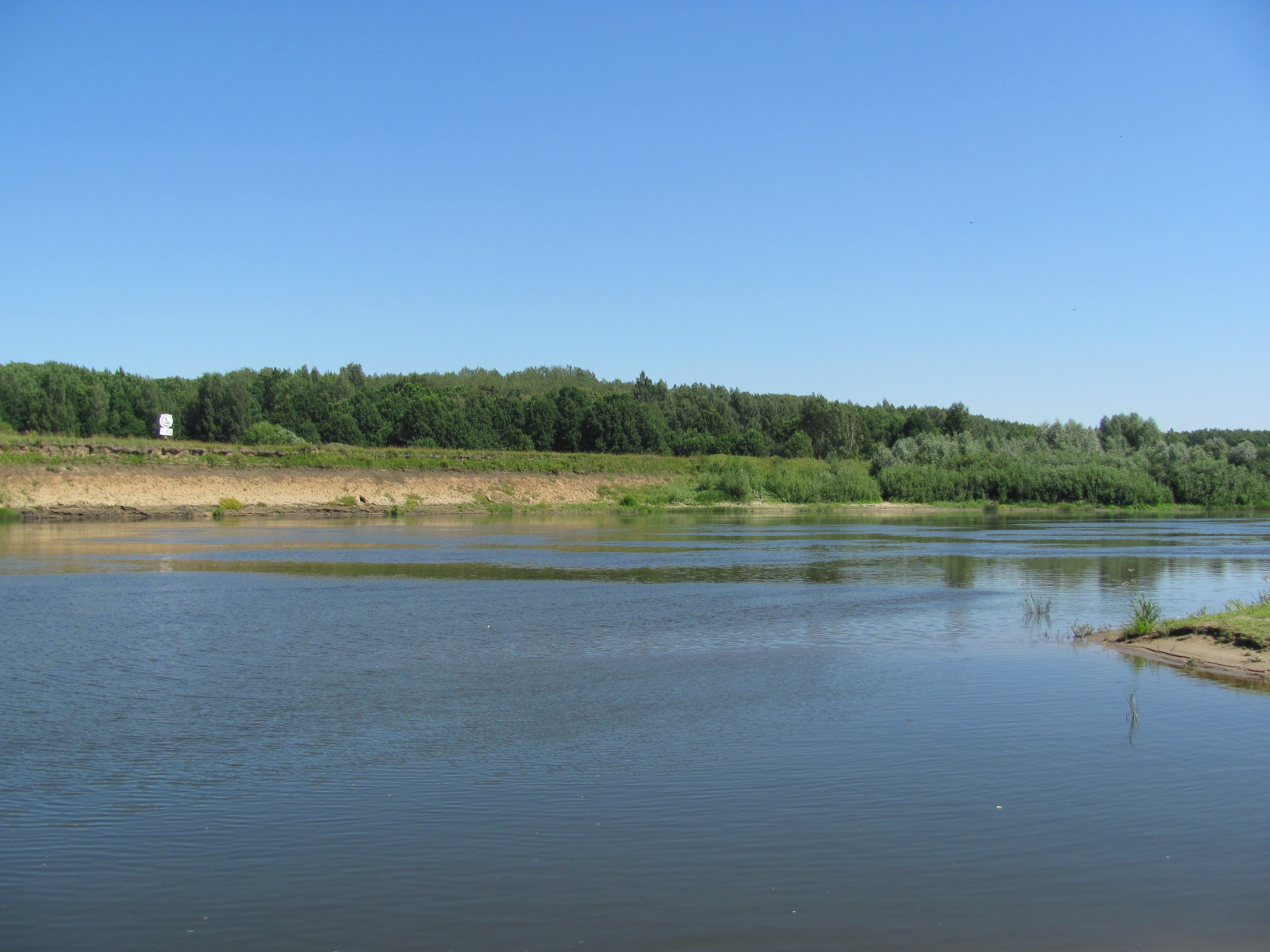

54°46′N 42°16′E / 54.767°N 42.267°E
葉爾米希區（俄语：Ермишинский район），是俄羅斯的一個區，位於該國西部，由梁贊州負責管轄，面積1,342平方公里，2010年該區人口8,879，人口密度每平方公里6.62人。